# Lake Barlee
Lake Barlee är en sjö i Australien. Den ligger i delstaten Western Australia, omkring 470 kilometer nordost om delstatshuvudstaden Perth. Arean är 1,4 kvadratkilometer. 
Omgivningarna runt Lake Barlee är i huvudsak ett öppet busklandskap. Trakten runt Lake Barlee är nära nog obefolkad, med mindre än två invånare per kvadratkilometer. Genomsnittlig årsnederbörd är 327 millimeter. Den regnigaste månaden är januari, med i genomsnitt 83 mm nederbörd, och den torraste är oktober, med 11 mm nederbörd.